# Serene
Serene è uno dei più grandi superyacht privati del mondo.
Costruita dal cantiere navale italiano Fincantieri con l'interior design di Reymond Langton Design, Serene è stato consegnato al suo proprietario nell'agosto 2011. Alla consegna, era una delle 10 barche più grandi del mondo con una lunghezza complessiva di 133,9 m e un raggio di 18,5 m.

## Proprietà

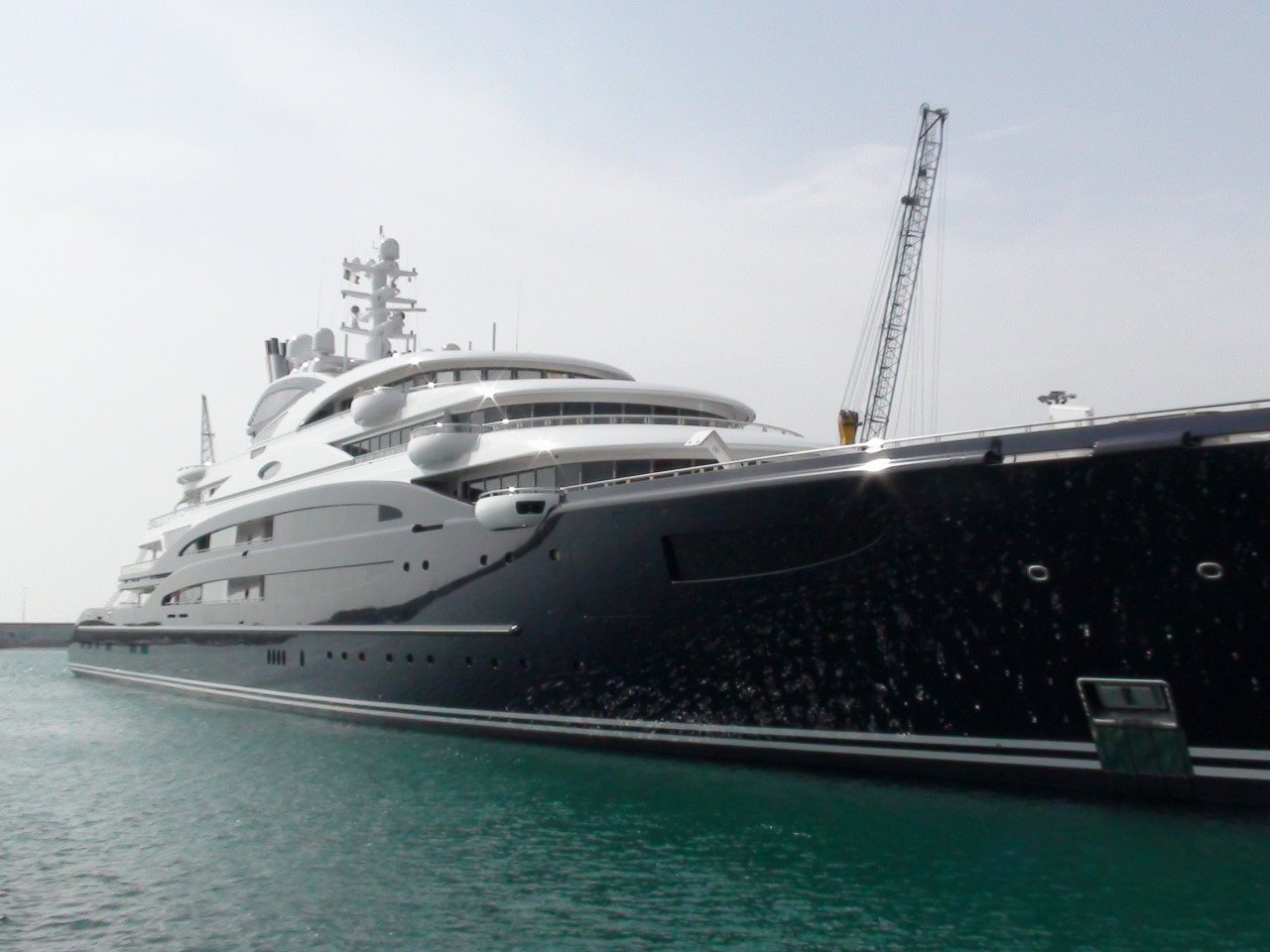
Lo yacht attraccato in Italia

La nave fu costruita per il magnate della vodka russa Yuri Shefler per 330 milioni di dollari. Nell'estate del 2014, Bill Gates ha noleggiato lo yacht per 5 milioni di dollari a settimana.
Nel 2015, durante una vacanza nel sud della Francia, il principe Mohammed bin Salman dell'Arabia Saudita ha acquistato la nave per circa 500 milioni di euro.

## Incidente in mare
Nell'agosto 2017, Serene si è arenata su una scogliera di roccia poco profonda nel Mar Rosso, a 37 km (20 miglia nautiche) al largo della costa di Sharm El Sheikh. Ha subito danni significativi allo scafo a prua. È stato segnalato che la causa è una combinazione di errore di navigazione e fallimento della propulsione.